# What's Wrong With Me?
What's Wrong With Me? è il secondo singolo dell'album Mind How You Go della cantante britannica Skye, pubblicato nel 2006.

## Tracce
Testi e musiche di Skye Edwards, Patrick Leonard.
1. What's Wrong With Me? – 3:37